# 葡萄牙—泰國關係
葡萄牙－泰国关系可以追溯到16世纪。

## 政治交流

### 大航海时代
1511年，葡萄牙成为第一个与阿瑜陀耶王国建立联系的欧洲国家，葡萄牙人成为泰国在欧洲主要的贸易伙伴，又控制着泰国阿瑜陀耶至葡属澳门之间的贸易渠道。葡萄牙人还在当地传播天主教、充当雇佣兵，并支持海盗活动，逐步扩张势力。这些殖民活动也引起了泰国统治者的反感。泰国转而加强与荷兰的关系，疏远了葡萄牙。当时，葡萄牙与荷兰正在东南亚激烈角逐，荷兰居于上风，对此，葡属印度总督曾经派遣使节赴泰，要求泰王驱逐荷兰人，但遭到泰国拒绝。直到1638年荷兰与泰国关系急剧恶化后，葡萄牙才得以恢复与泰国的关系。
葡萄牙商人从哥伦布的贸易中引进了武器和新大陆的商品，影响了泰国的美食、语言和文化。虽然葡萄牙的海外影响力从17世纪开始逐渐下降，但它仍然与暹罗保持着联系。
1767年大城失守，後來吞武里王朝、拉達那哥欣王朝相繼統治暹羅，定都曼谷，於是葡萄牙人便遷往曼谷定居。

### 却克里王朝时期
九軍之戰期間，葡萄牙曾支援暹羅抵抗緬甸人而受到暹羅國王拉瑪一世厚待，拉玛一世也欢迎葡萄牙在曼谷設立商埠，之后，葡萄牙在曼谷建立领事馆，成为葡萄牙在东南亚最早的外交代表机构之一，也是欧美国家在泰国的第一个外交代表机构:97-98。1859年2月10日，葡萄牙帝国与泰国於曼谷簽訂了《葡萄牙與暹羅國友好、通商及航運條約》，正式确立邦交。
与其他欧洲大国形成鲜明对比的是，暹罗与葡萄牙的关系虽然平淡无奇，但基本上是友好的。1964年，两国都将领事机构升级为使馆。1981年，泰国在里斯本设立了泰国驻里斯本大使馆。